# Ricky Skaggs
Ricky Skaggs (Lawrence County, 18 juli 1954) is een Amerikaans bluegrass- en countryartiest. Hij bespeelt verschillende instrumenten, is zanger, componeert zelf geregeld nummers en heeft een eigen platenlabel sinds 1997. Sinds het begin van de jaren negentig wordt hij gezien als een ambassadeur van de bluegrass en presenteerde hij verschillende programma's op radio en televisie. Hij won veertien Grammy Awards, een Edison en een groot aantal andere prijzen.

## Biografie
Skaggs werd geboren en getogen in Cordell, iets ten oosten van Blaine in de bergen Kentucky, op de grens met West Virginia. Hier luisterde hij naar hoe zijn ouders zongen en nam hij de countrymuziek in zich op die door het radiostation WCKY werd uitgezonden. Toen hij vijf jaar oud was speelde hij op uitnodiging van Bill Monroe mandoline in de televisie-uitzending van Flatt & Scruggs. Toen hij zeven was speelde hij inmiddels ook viool en gitaar.
In 1969 imiteerde hij met Keith Whitley de muziek van The Stanley Brothers in de East Kentucky Mountain Boys en, nadat zij met z'n tweeën Ralph Stanley een jaar later opzochten, besloot die hen allebei op te nemen in zijn begeleidingsband Clinch Mountain Boys. Hierin bleef Skaggs tot 1974 spelen en ondertussen bracht hij met Whitley het album Second Generation Bluegrass (1971) uit, waarin ze begeleid werden door Stanley en zijn band. In de loop van zijn gehele carrière speelde hij in meerdere verschillende duo's en muziekgroepen.
In 1980 verhuisde hij naar Nashville, het centrum van de countrymuziek, en in 1982 werd hij uitgenodigd om te spelen in het programma van de Grand Ole Opry. In de jaren tachtig wijzigde hij zijn progressieve bluegrassstijl zodanig, dat het salonfähig werd voor de gemiddelde countryliefhebber. In die jaren had hij verschillende hits achter elkaar die de top 10 en 20 van de Hot Country Singles bereikten. Vanuit Nederland ontving hij een Edison in 1987.
In 1990 produceerde hij het album White Limozeen van Dolly Parton, terwijl hij zich in de loop van de jaren negentig steeds meer ontwikkelde tot een ambassadeur van de bluegrass. Hij werd presentator voor de televisiezender The Nashville Network (TNN) en hij was daarnaast wekelijks te horen in Simple life with Ricky Skaggs via 400 radiozenders in de VS en verder nog in 29 andere landen. In de jaren negentig was hij ook presentator en gast in tal van andere programma's.

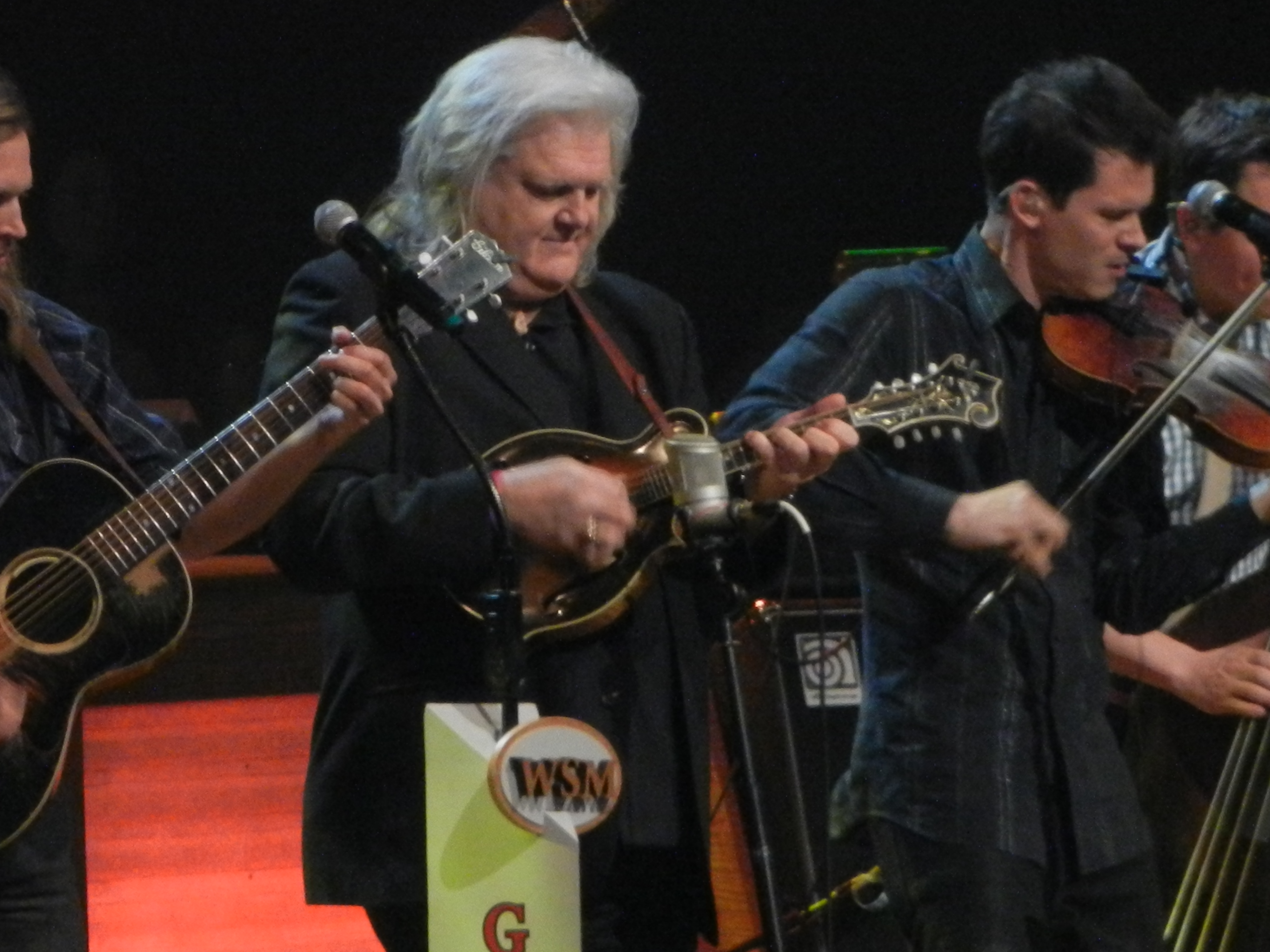
Skaggs tijdens een optreden in 2013

In 1997 richtte hij zijn eigen label op. Met het eerste album die hij in eigen beheer uitgaf, Bluegrass rules!, werd hij onderscheiden met een Grammy Award. Ook andere artiesten namen hier hun muziek op, zoals Ann Marie Calhoun en Lee Ann Womack.
Rond die tijd won hij meer prijzen, wat hem ertoe bracht afscheid te nemen van zijn countryband en terug te keren naar de bluegrass. Deze keuze bleek goed uit te vallen met goede plaatverkopen en een groot aantal prijzen voor hem en zijn nieuwe begeleidingsband Kentucky Thunder. In 2011 stond de teller inmiddels op veertien Grammy Awards en tal van andere onderscheidingen. In 1999 werd hij door de luisteraars van de BBC verkozen tot Artiest van het Decennium, in 2004 werd hij opgenomen in de Kentucky Music Hall of Fame en in 2012 in de Gospel Music Hall of Fame.
- Bibsys: 56722
- Bibliothèque nationale de France: cb13899835v (data)
- Gemeinsame Normdatei: 134523601
- International Standard Name Identifier: 0000 0000 5514 3464
- Library of Congress Control Number: n91112398
- MusicBrainz: 1a14063c-9dca-48d5-98c3-89748c74562b
- Nationale Bibliotheek van Tsjechië: xx0167880
- Nationale Bibliotheek van Israël: 987007398497105171
- Nationale en Universitaire bibliotheek Zagreb: 000083325
- Nederlandse Thesaurus van Auteursnamen: 073375128
- SNAC: w6z60n0f
- Virtual International Authority File: 46947643
- WorldCat: E39PBJj8MvGJCG4RFg9hCf7fv3